# Croix-Valmer
Croix-Valmer – miejscowość i gmina we Francji, w regionie Prowansja-Alpy-Lazurowe Wybrzeże, w departamencie Var.
Według danych na rok 1990 gminę zamieszkiwały 2634 osoby, a gęstość zaludnienia wynosiła 118 osób/km² (wśród 963 gmin regionu Prowansja-Alpy-W. Lazurowe Croix-Valmer plasuje się na 224. miejscu pod względem liczby ludności, natomiast pod względem powierzchni na miejscu 453.).